# Le Hinglé
Le Hinglé (bretonisch An Hengleuz) ist eine französische Gemeinde mit 912 Einwohnern (Stand 1. Januar 2022) im Département Côtes-d’Armor in der Region Bretagne. Sie gehört zum Arrondissement Dinan und zum Kanton Lanvallay. Die Bewohner nennen sich Hingléziens/Hingléziennes.

## Geografie
Le Hinglé liegt etwa 29 Kilometer südsüdwestlich von Saint-Malo und rund 43 Kilometer nordwestlich von Rennes im Osten des Départements Côtes-d’Armor am Stausee der Barrage du Pont Ruffier, der vom Flüsschen Guinefort dotiert wird.

## Geschichte
Eine erste namentliche Erwähnung von Le Hinglé als La Higneyofand sich im 14. Jahrhundert. Die Gemeinde gehörte von 1793 bis 1801 zum District Dinan. Zudem war sie von 1793 bis 1801 Teil des Kantons Plumaudan und von 1801 bis 2015 Teil des Kantons Dinan-Ouest.

## Bevölkerungsentwicklung
| Jahr                                                    | 1962 | 1968 | 1975 | 1982 | 1990 | 1999 | 2006 | 2012 | 2019 |
| Einwohner                                               | 465  | 562  | 620  | 656  | 732  | 680  | 846  | 833  | 906  |
| Quellen: Cassini und INSEE\| Quellen: Cassini und INSEE |      |      |      |      |      |      |      |      |      |

## Sehenswürdigkeiten
- Kirche Saint-Barthélémy (erbaut 1847)
- Kreuz aus einem Monolithen an der Straße nach Dinan
- Kreuz aus dem 18. Jahrhundert nahe dem Dorfzentrum
- Herrenhaus Manoir de la Pyrie aus dem 18. Jahrhundert
- Wassermühle aus dem 18. Jahrhundert in Le Pont-Ruffier
- Denkmal für die Gefallenen[1]
- Talsperre Barrage du Pont-Ruffier am Fluss Guinefort

Quelle:

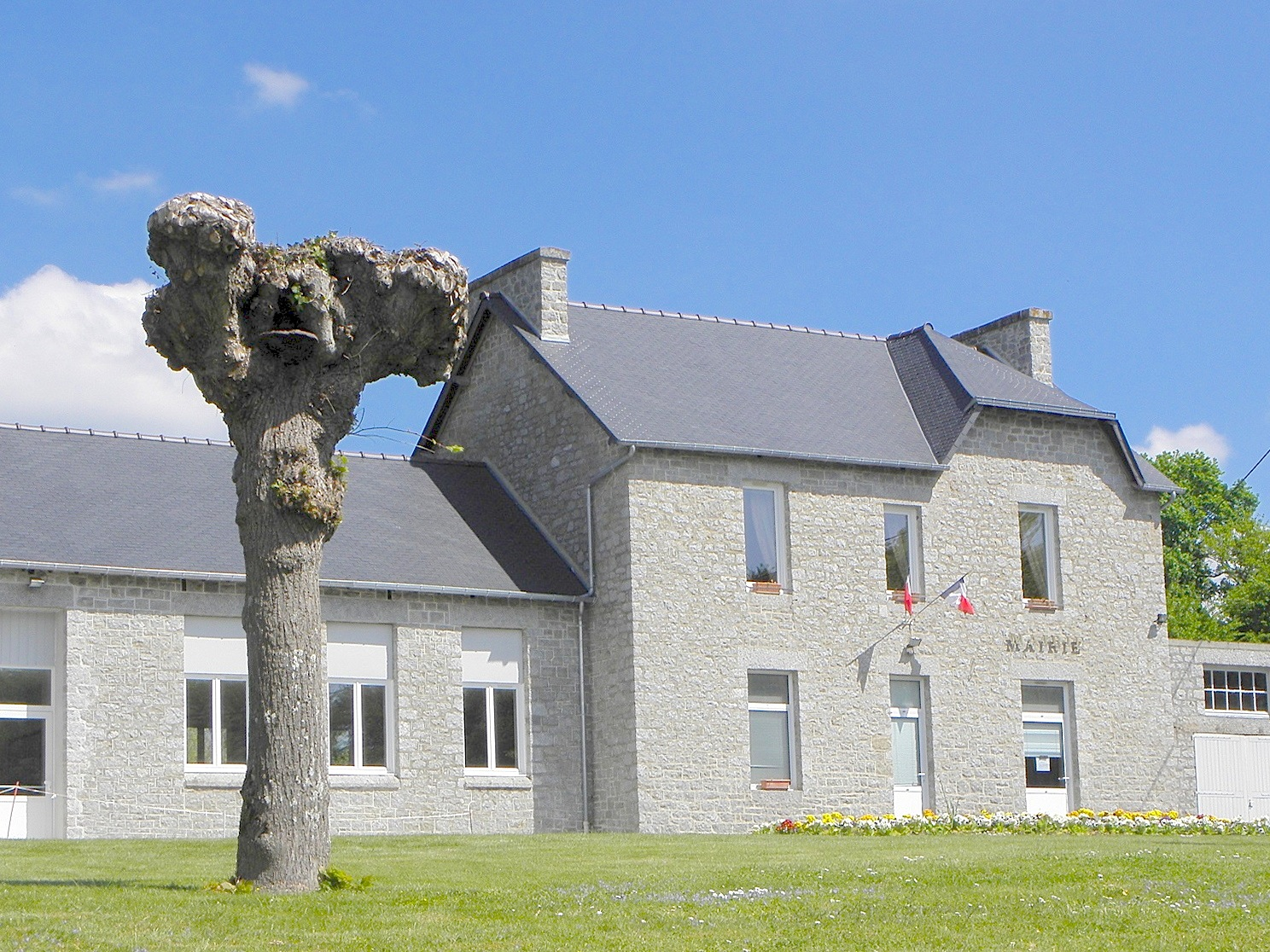
Rathaus (Mairie) von Le Hinglé
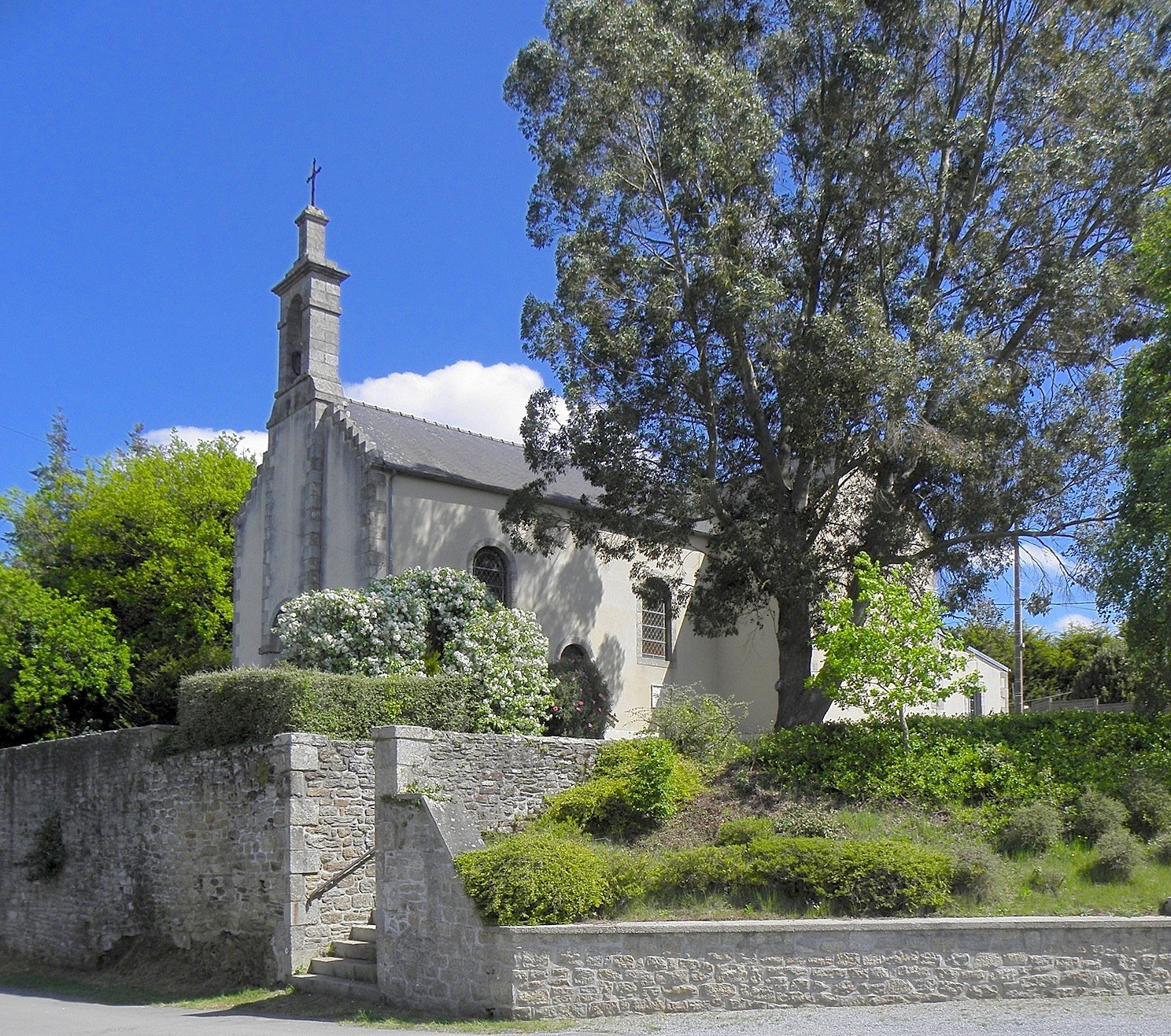
Kirche Saint-Barthélémy
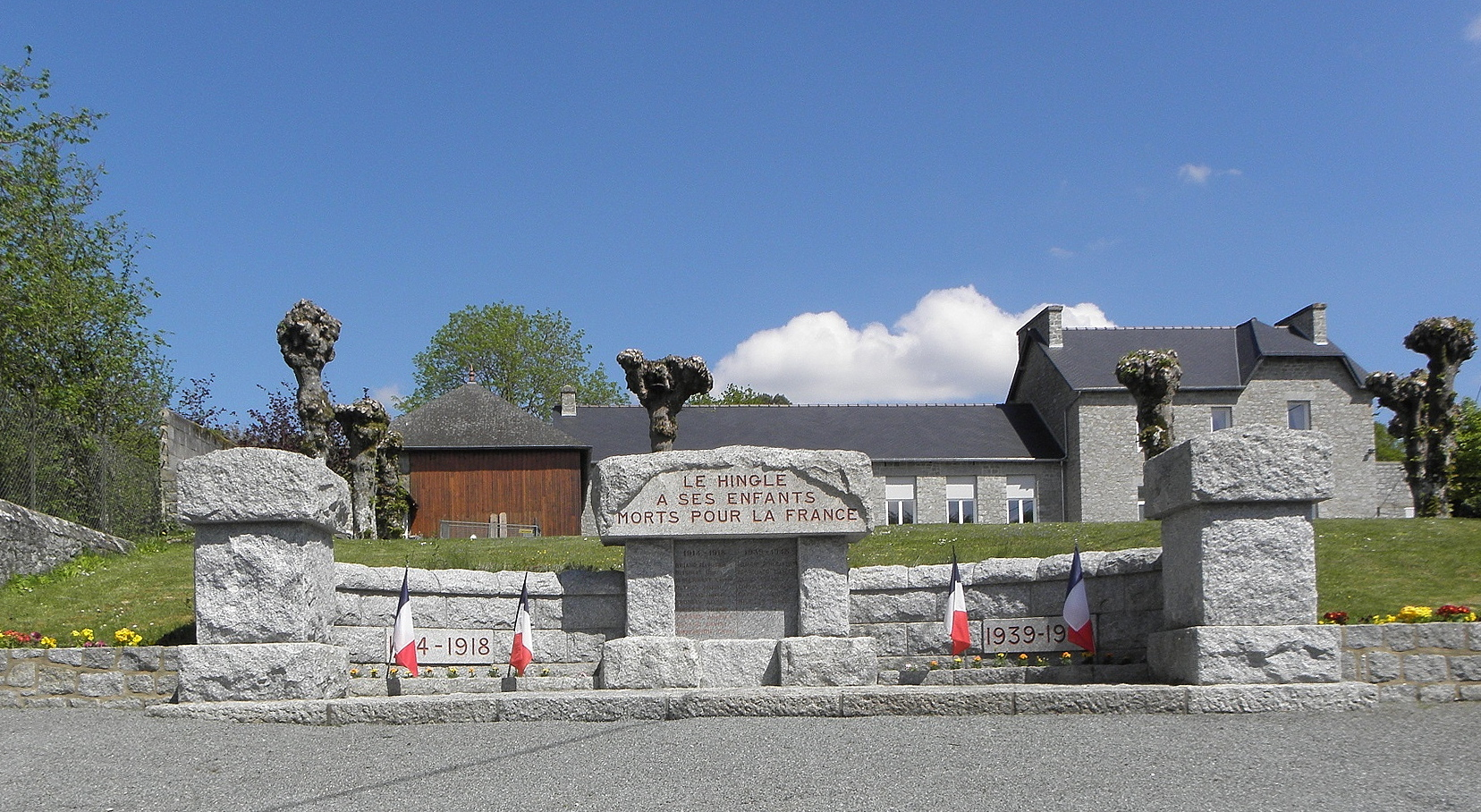
Denkmal für die Gefallenen

## Persönlichkeiten
- Loïc Gautier (* 1954), Radrennfahrer